# أنطونيو فيريرا (مخرج)
أنطونيو فيريرا (بالبرتغالية: António Ferreira‏) هو مخرج برتغالي، ولد في 8 ديسمبر 1970 في قلمرية في البرتغال.

## وصلات خارجية
- أنطونيو فيريرا على موقع IMDb (الإنجليزية)
- أنطونيو فيريرا على موقع أول موفي (الإنجليزية)
- أنطونيو فيريرا على موقع قاعدة بيانات الفيلم (الإنجليزية)
- أنطونيو فيريرا على موقع كينوبويسك (الروسية)